# Eliza McCardle Johnson
Elizabeth McCardle Johnson (4 octobre 1810 à Telford - 15 janvier 1876 à Greeneville), est Première dame des États-Unis de 1865 à 1869, et l'épouse de Andrew Johnson, 17e président des États-Unis.  

## Biographie
Fille unique de John McCardle, cordonnier, et de Sarah Phillips-McCardle, Eliza perd son père alors qu'elle est encore très jeune. Elle est élevée par sa mère désormais veuve, à Greeneville, dans le Tennessee. Un jour de septembre 1826, Eliza aperçoit Andrew Johnson et sa famille emménager en ville alors qu'elle est en train de discuter avec ses camarades de classe de Rhea Academy. Ils ne tardent pas à très vite s'apprécier. Le 17 mai 1827, Andrew Johnson, âgé de 18 ans, épouse Eliza McCardle, alors âgée de 16 ans, dans la maison de la mariée à Greeneville. Mordecai Lincoln, parent éloigné d'Abraham Lincoln, préside la cérémonie. 
Eliza Johnson est donc la Première dame à s'être mariée la plus jeune. Mrs. Johnson était plutôt grande, les yeux noisette, les cheveux bruns et de bonne figure. Elle était également plus cultivée que son mari qui, à l'époque, avait seulement appris en autodidacte et avec difficultés à lire et à écrire un peu. Johnson doit à sa femme son apprentissage de l'arithmétique et de l'écriture, étant donné qu'il n'alla jamais lui-même à l'école. Elle lui servit donc patiemment d'enseignant tandis qu'il travaillait comme tailleur. Elle lui faisait souvent la lecture à voix haute. 
Les Johnson ont trois fils et deux filles, tous nés à Greeneville :
- Martha Johnson Patterson (1828-1891). Elle épouse David T. Patterson qui, après la Guerre de Sécession devient sénateur du Tennessee. Elle sert d'hôtesse officielle à la Maison-Blanche à la place de sa mère. Les Patterson entretiennent en outre une ferme à l'extérieur de Greeneville.
- Charles Johnson (1830-1863) - docteur, pharmacien. Au déclenchement de la guerre de Sécession, il demeure fidèle à l'Union. Alors qu'il recrute des soldats au Tennessee au service de l'Union, il devient l'objet d'une intensive chasse à l'homme de la part de la Confédération. Il rejoint la Middle Tennessee Union Infantry comme chirurgien assistant. Il est finalement désarçonné de sa monture et meurt.
- Mary Johnson Stover Brown (1832-1883). Elle épouse Dan Stover, lequel sert comme colonel dans la Fourth Tennessee Union Infantry lors de la Guerre Civile. Les Stovers vivent dans une ferme du comté de Carter. Après la mort de son époux en 1864, elle se remarie avec W. R. Brown.
- Robert Johnson (1834-1869) - avocat. Il travaille un temps dans le corps législatif de l'État du Tennessee. Durant la guerre de Sécession, il est nommé colonel de la First Tennessee Union Cavalry. Il est aussi le conseiller particulier de son père durant sa présidence. Alcoolique, il meurt à l'âge de 35 ans.
- Andrew Johnson, Jr. (1852-1879) - journaliste. Il fonde l'hebdomadaire Greeneville Intelligencer, mais celui-ci disparait au bout de deux ans. Il meurt peu après, à l'âge de 27 ans.

Eliza soutient son mari au cours de sa carrière politique tout en essayant d'éviter les apparitions publiques. Au cours de la Guerre Civile, les États confédérés lui ordonnent d'évacuer sa maison de Greeneville et elle doit trouver refuge à Nashville. 
Quelques mois après que son mari soit devenu président, elle le rejoint à la Maison Blanche. Cependant, elle est incapable de faire office de Première dame en raison de sa santé fragile. Elle reste confinée dans sa chambre du deuxième étage, laissant les obligations mondaines à sa fille aînée, Martha Johnson Patterson. Mrs. Johnson ne fait que deux apparitions publiques en tant que Première dame : à la réception donnée en l'honneur de la reine Emma d'Hawaï en 1866 et lors de l'anniversaire du président en 1867. 
Eliza Johnson meurt le 15 janvier 1876, à l'âge de 65 ans, six mois seulement après son époux. Elle est enterrée à ses côtés à Greeneville.

## Source
- (en) Cet article est partiellement ou en totalité issu de l’article de Wikipédia en anglais intitulé « Eliza McCardle Johnson » (voir la liste des auteurs).